# اریستاوی

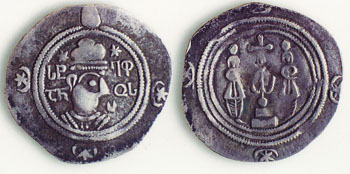
سکه نقره ضرب‌شده توسط اریستاوی استفن یکم، سده هفتم میلادی

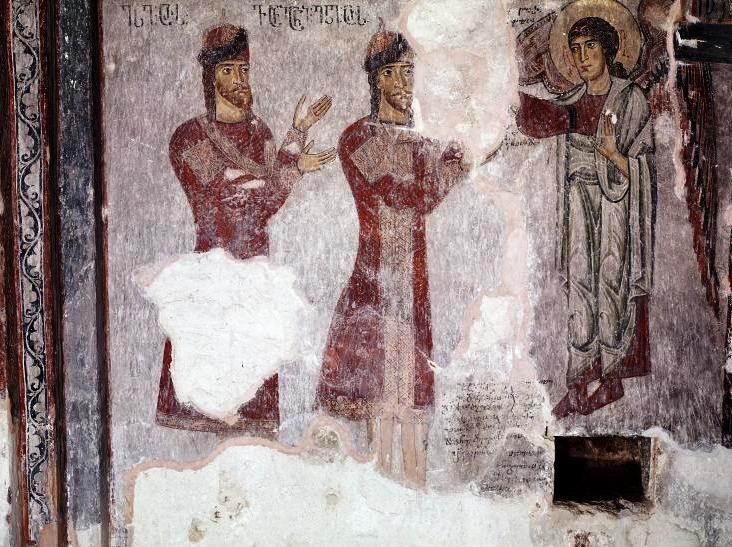
نقاشی دیواری مربوط به سده یازدهم از راچا که اریستاوی کواریانی را به تصویر می‌کشد.

اریستاوی (گرجی: ერისთავი، به‌معنی رئیس ملت) یک لقب ارباب‌رعیتی در گرجستان بود، تقریباً معادل استراتیگوس‌های امپراتوری بیزانس و به طور معمول به زبان انگلیسی دوک ترجمه می‌شد. در سلسله مراتب اشرافی گرجستان، این عنوان سومین مقام شاهزادگی و فرمانداری یک استان بزرگ بود. دارندگان این عنوان فرماندهان رسمی نظامی بودند که یک پرچم، یک لباس، انگشتر، کمربند و نیزه مشخص داشتند و نژاد خاصی از اسب را سوار می‌شدند.
برخی از اریستاوی‌های عالی‌رتبه نیز به عنوان  اریسمتاواری (گرجی: ერისმთავარი) به معنی رئیس مردم و یا دوک بزرگ شناخته می‌شدند. این عنوان برای حاکمان و فرمانروایان پیشین از جمله باگراتیونی‌ها و پادشاهان پادشاهی ایبری در گرجستان هم استفاده می‌شد.
این عنوان چهار خاندان نجیب‌زاده گرجی  گرجی را به وجود آورد: اریستاوی آراگوی، اریستاوی کسانی، اریستاوی راچا و اریستاوی گوری که سلطنت شاهنشاهی آنها تحت حکومت روسیه در سده نوزدهم میلادی تأیید شد. این خانواده‌ها اغلب در روسیه به سادگی به عنوان شاهزاده‌های اریستف شناخته می‌شدند اما منشا آن‌ها یکسان نبود.